# Luisa González
Luisa Magdalena González Alcivar (Quito, 22 novembre 1977) è una politica e avvocatessa ecuadoriana, membro dell'Assemblea nazionale dal 14 maggio 2021 fino allo scioglimento avvenuto il 17 maggio 2023 e candidata alla Presidenza dell'Ecuador nelle elezioni generali del 2023.
Ha annunciato la sua candidatura nel giugno 2023, un mese dopo la fine del suo mandato all'Assemblea nazionale quando il presidente in carica, Guillermo Lasso, ha invocato una misura della costituzione dell'Ecuador nota come muerte cruzada. È avanzata al ballottaggio di ottobre dopo essere arrivata prima al primo turno di votazioni, perdendo contro Daniel Noboa al ballottaggio.
Prima di entrare attivamente in politica, nel 2014 è stata nominata vice console dell'Ecuador a Madrid ed è stata per breve tempo segretaria della pubblica amministrazione durante il mandato presidenziale di Rafael Correa da gennaio a maggio 2017. Ha anche ricoperto vari incarichi nel ministero del turismo nel governo Correa.

## Biografia
González è nata a Quito, nella provincia di Pichincha. È cresciuta nel cantone di Chone, nella provincia di Manabí. Si è diplomata alla Scuola María Angélica Idrobo prima di studiare per diventare avvocato presso l'Università Internazionale dell'Ecuador. Ha conseguito il master presso l'Istituto di Studi Nazionali Superiori dell'Ecuador. González ha anche conseguito un master in economia presso l'Università Complutense di Madrid in Spagna.
Tra il 2002 e il 2003 ha lavorato presso UniBanco, una banca a Quito.
González è stata assistente ricercatrice presso l'Università Internazionale dell'Ecuador nel 2005. Ha ricoperto diversi incarichi nel governo di Rafael Correa dal 2007 al 2017. Nel 2007, prima di lavorare per Correa, è stata membro del partito di destra Social Partito Cristiano.

## Carriera politica
Nel 2007 è stata candidata al Congresso Nazionale per rappresentare la provincia di Pichincha per il Partito Social Cristiano di destra (PSC).  Nel 2008, ha lavorato come consigliere presso la Segreteria di Comunicazione e Informazione dell'Ecuador e nello stesso anno è diventata Coordinatrice Generale delle Risorse Umane, dello Sviluppo Istituzionale e della Formazione della Soprintendenza alle Imprese.

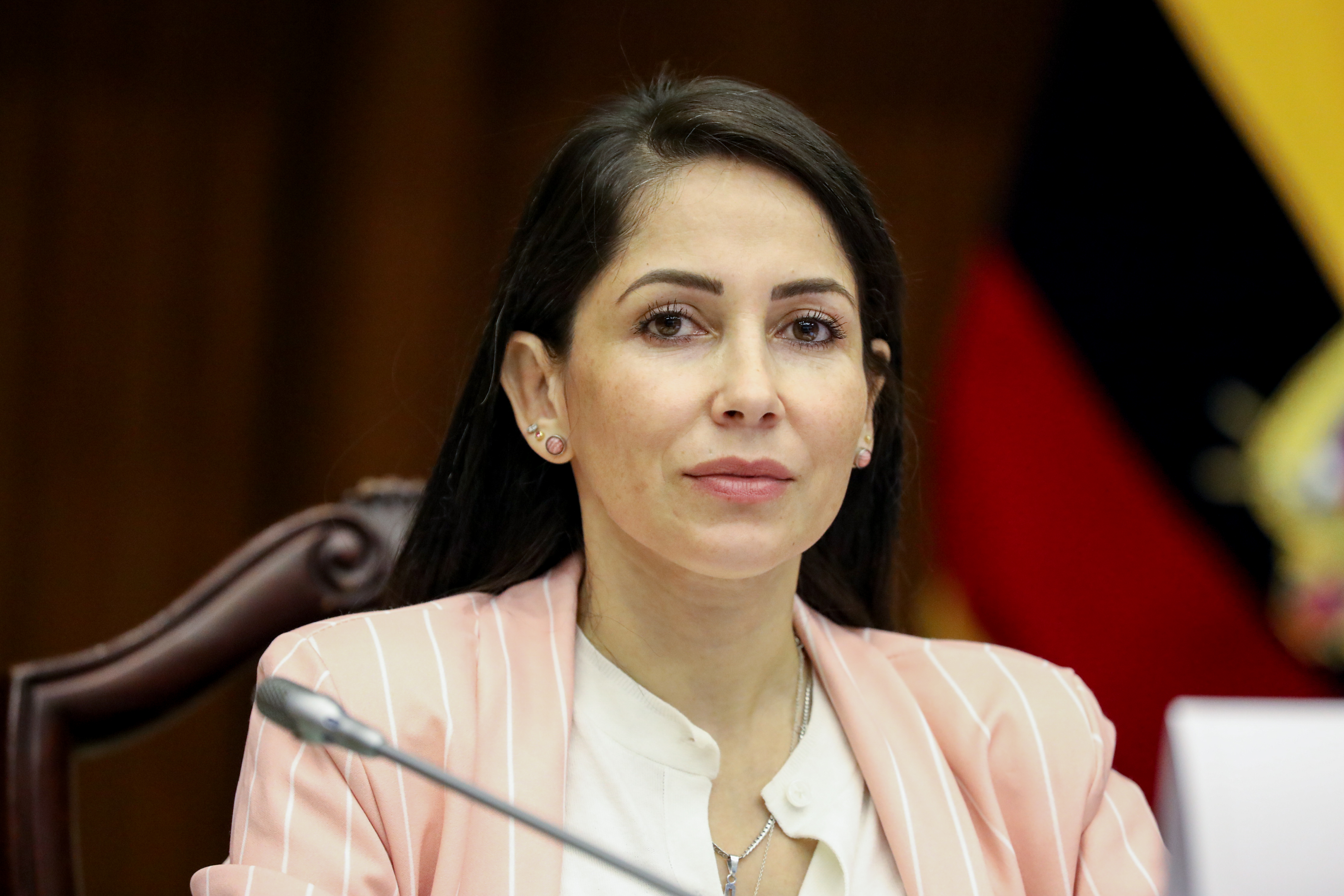
González nel maggio 2022

Nel 2010 ha assunto il ruolo di Coordinatore Generale dell'Agenda Strategica Presidenziale. Poi, nel 2011, è stata nominata Vice Console dell'Ecuador a Madrid.  Nel 2014, González è stata promossa Vice Ministro della Gestione del Turismo presso il Ministero del Turismo. Nel 2015 è stata nominata Sottosegretario incaricato dell'Agenda Presidenziale e, successivamente, Segretario Generale dell'Ufficio di Presidenza. Nello stesso anno, González ricoprì anche la carica di Console Generale dell'Ecuador a Madrid.
Nel 2016 ha assunto l'incarico di Vice Segretario Generale della Pubblica Amministrazione. Nel 2017 ha ricoperto diversi incarichi, tra cui consigliere della società Correos del Ecuador, segretario nazionale della Pubblica Amministrazione, ministro del Lavoro in carica, segretario generale dell'Intendenza delle Imprese di Quito nella Soprintendenza alle Imprese e Console Generale di L'Ecuador ad Alicante.
Nel 2018 è diventata segretaria nazionale del Parlamento andino e nel 2019 è diventata consigliera parlamentare.

### Assemblea nazionale (2021–2023)
González è stata eletta membro dell'Assemblea nazionale alle elezioni legislative del 2021, rappresentando la provincia di Manabí per il primo distretto, per l'alleanza Unione per la Speranza. Nel febbraio 2022, durante un dibattito presso l'Assemblea nazionale sulla depenalizzazione dell'aborto in caso di stupro, ha assunto in modo controverso una posizione a favore della vita e ha negato l'aborto come diritto. González si oppose anche al disegno di legge sulla salute e l'igiene mestruale che, tra le varie cose, proponeva la distribuzione gratuita di assorbenti mestruali. Il 17 maggio 2023, quando il presidente Guillermo Lasso sciolse l'Assemblea nazionale attraverso il decreto muerte cruzada, il mandato di González come deputata terminò.

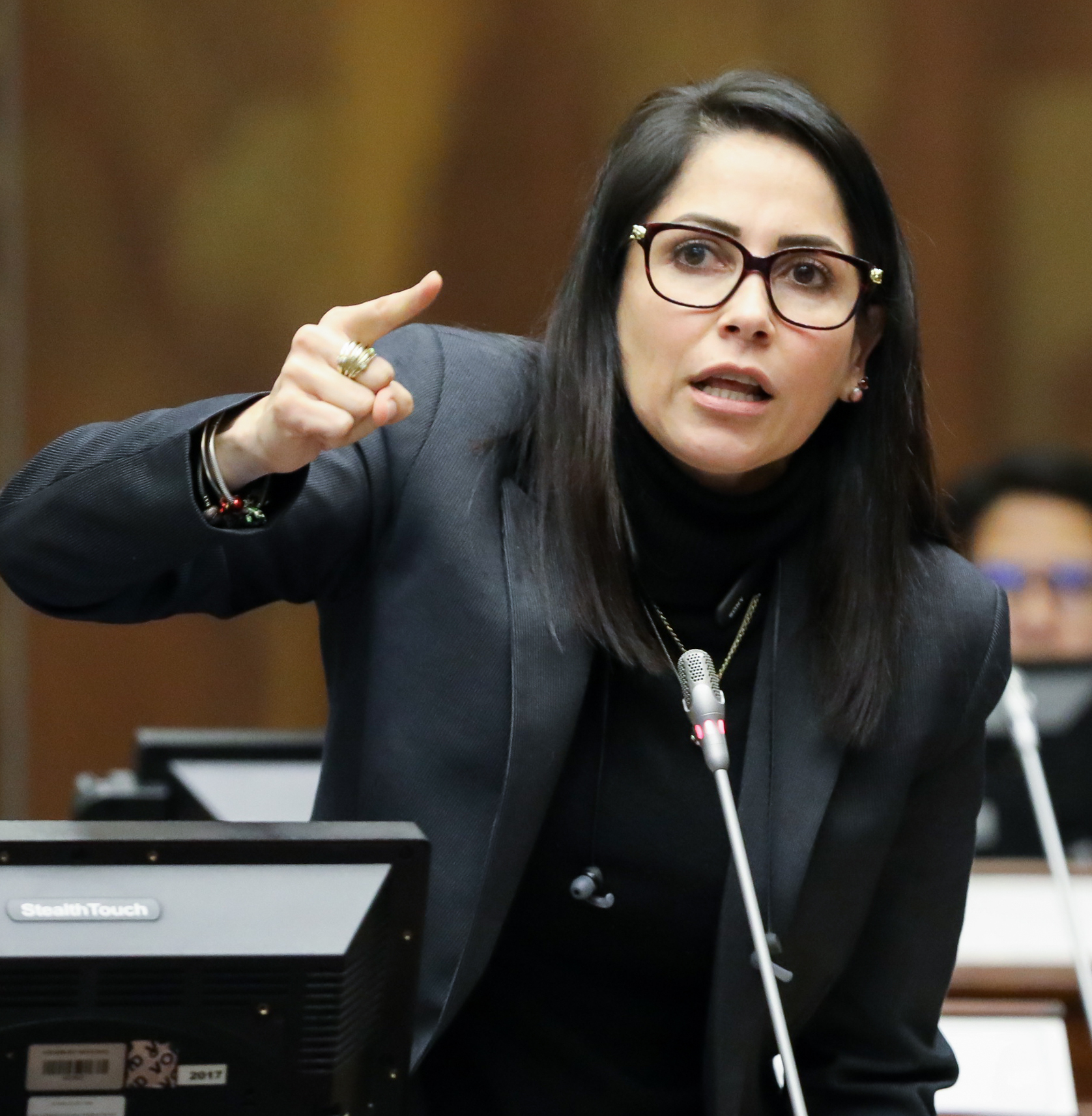
González nel marzo 2023

### Uso di aerei presidenziali
Nel 2019, un esame ha dimostrato che González ha utilizzato aerei presidenziali per viaggiare in diversi paesi quando era membro del governo, senza fare una richiesta al presidente della Repubblica.  L'ufficio del controllore l'ha ritenuta responsabile per un totale di 880.473 dollari per l'uso irregolare dell'aereo presidenziale per viaggiare verso paradisi fiscali.

### Campagna presidenziale 2023
Il 10 giugno 2023, González è stata designata come candidata presidenziale per il Movimento di Rivoluzione Cittadina per partecipare alle elezioni generali del 2023, dopo che l'ex vicepresidente Jorge Glas aveva rifiutato la nomina. Il candidato alle presidenziali del 2021 Andrés Arauz è stato nominato suo compagno di corsa.

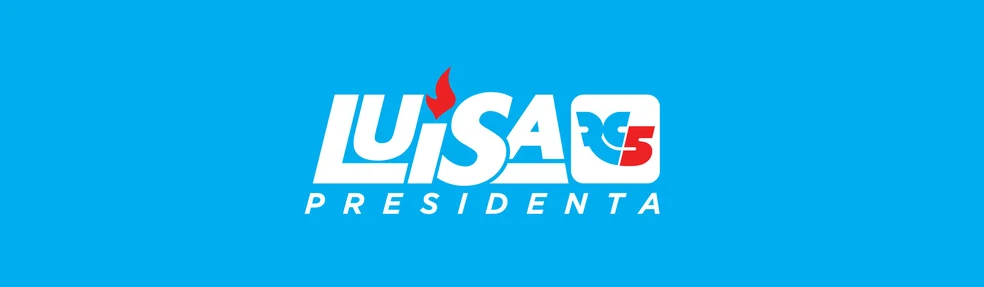
Il logo della campagna 2023 di González

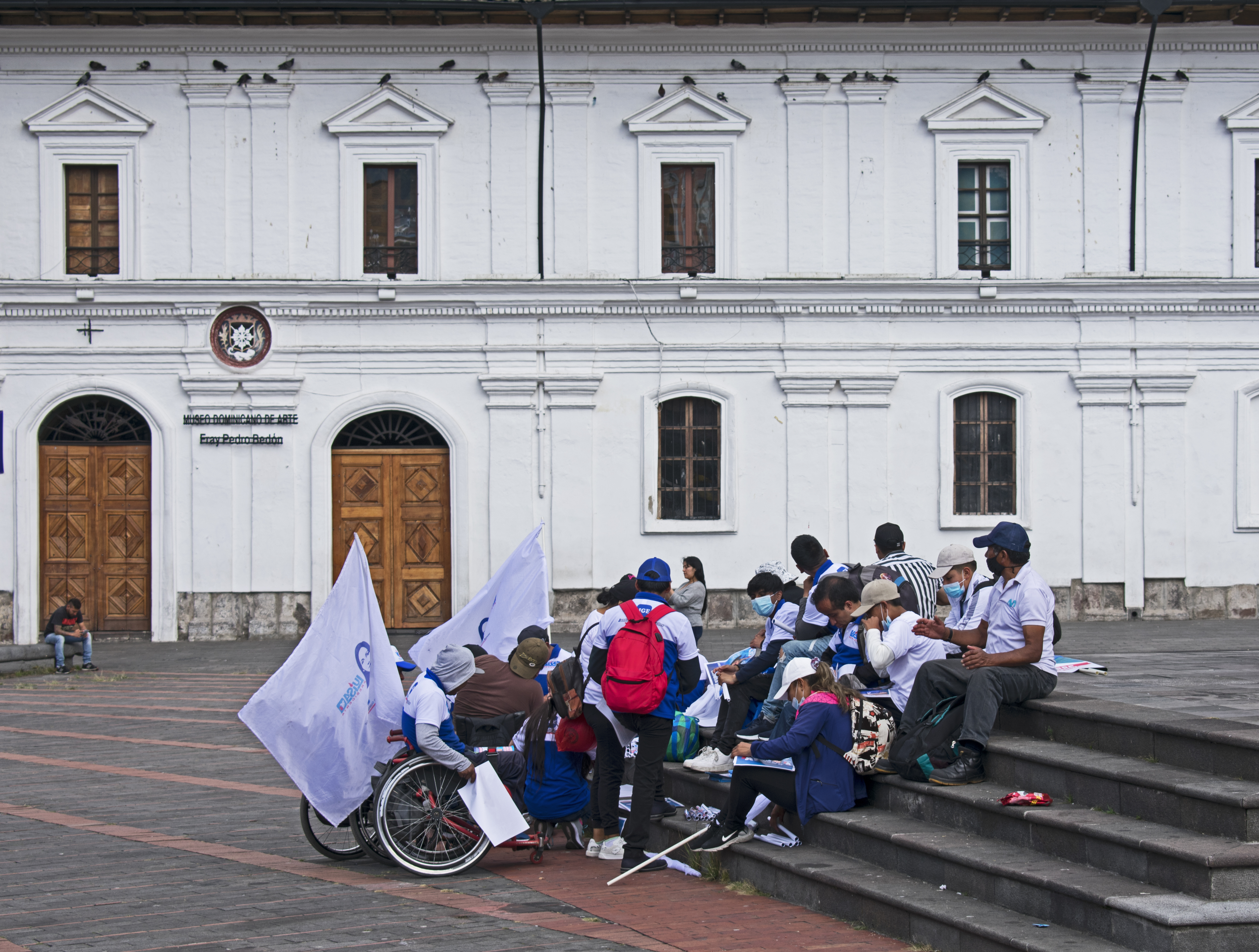
Sostenitori di González nel centro di Quito quattro giorni prima del voto

Il 13 giugno, mentre González stava per registrare la sua candidatura presidenziale presso il Consiglio Elettorale Nazionale insieme ai suoi sostenitori e alla presidente del movimento Rivoluzione Cittadina, Marcela Aguiñaga, sono stati attaccati con spray al peperoncino e gas lacrimogeni dalla Polizia Nazionale.  González è stata curata in un centro medico di Quito dopo aver avuto negli occhi lo spray al peperoncino. La Polizia Nazionale ha affermato di aver utilizzato agenti chimici per proteggere la sicurezza e l'ordine pubblico a causa del comportamento ostile dei sostenitori di González. Alla fine della giornata González ha potuto registrare la sua candidatura.
Durante la sua campagna, González aveva promesso di fare dell'ex presidente Rafael Correa una figura centrale nella sua amministrazione come un "consigliere principale".  Un sondaggio condotto il 9 luglio mostrava González come la favorita con quasi il 34% e l'ex vicepresidente Otto Sonnenholzner al secondo posto con il 17,5%.  Due sondaggi condotti il 9 agosto, giorno dell'assassinio di Fernando Villavicencio, hanno visto González al primo posto con il 35,4% e il 24% e Villavicencio al secondo posto rispettivamente con il 18,4% e il 12,5%. Il 12 agosto, un sondaggio l'ha trovata di poco davanti all'uomo d'affari di destra Jan Topić per il primo posto con il 24,9% contro il 21,7% di Topić.
Nel primo turno elettorale, González è avanzata al ballottaggio fissato per il 15 ottobre, dopo aver ottenuto il 33% dei voti.  Ha affrontato l'uomo d'affari ed ex membro dell'Assemblea Daniel Noboa dell'Azione Democratica Nazionale.  Ha perso il ballottaggio contro Noboa il 15 ottobre, dopo aver ottenuto il 47% dei voti. Se fosse stata eletta, avrebbe potuto essere la prima donna eletta alla presidenza nella storia dell'Ecuador e la seconda donna presidente dopo Rosalía Arteaga, che servì brevemente come presidente per due giorni nel febbraio 1997.

## Vita privata
González si sposò all'età di 15 anni e divorziò quando ne aveva 22 anni. Ha avuto un figlio dal matrimonio. González si dichiara  evangelica.